# 35403 Латімер
35403 Латімер (35403 Latimer) — астероїд головного поясу, відкритий 22 грудня 1997 року.
Тіссеранів параметр щодо Юпітера — 3,550.